# Josip Broz Tito
Josip Broz (Kumrovec, 7. svibnja 1892. – Ljubljana, 4. svibnja 1980.), poznat pod nadimkom Tito, bio je jugoslavenski komunistički revolucionar, političar i državnik, prvi glavni tajnik Pokreta nesvrstanih, predsjednik predsjedništva Saveza komunista Jugoslavije, od 1945. u svojstvu diktatora, a kasnije autokratski, doživotni predsjednik Socijalističke Federativne Republike Jugoslavije u kontinuitetu od 14. siječnja 1953. do svoje smrti 4. svibnja 1980.
Iako je bio čelnik totalitarne države i unatoč činjenici da je njegova vladavina zbog političke represije, odgovornosti za smrt političkih protivnika i doživotnog mandata s pravom kritizirana od protivnika komunističkog režima, za svog života i kasnije neposredno do raspada Jugoslavije bio je popularan političar, a od većine suvremenika smatran je benevolentnim diktatorom. Takva ocjena i danas pobuđuje kontroverzne reakcije, od negativnih do pozitivnih.
Rođen je u hrvatskoj seljačkoj obitelji, u Kumrovcu. Nakon regrutacije, postao je mlađi vodnik u tadašnjoj austro-ugarskoj vojsci. Nakon što je teško ranjen i zarobljen od vojske Ruskoga Carstva za vrijeme Prvoga svjetskog rata, Broz je poslan u radnički logor na Uralu. Nakon toga je, prema nekim izvorima, sudjelovao u Listopadskoj revoluciji, te se kasnije priključio Crvenoj armiji u Omsku. Po povratku u zemlju, došao je u novoosnovanu Kraljevinu Srba, Hrvata i Slovenaca, u kojoj postaje član Komunističkoj partiji Jugoslavije (KPJ). Bio je član KPJ od 1920. godine, a od 1937. godine vrši dužnost njenog organizacijskog, a zatim i glavnog tajnika. Tijekom Drugog svjetskog rata, nakon okupacije Jugoslavije od strane sila osovine, bio je vođa Partizana, jugoslavenskog gerilskog pokreta otpora i to kao vrhovni zapovjednik Narodnooslobodilačke vojske Jugoslavije, koja se smatra najefikasnijim pokretom otpora u okupiranim dijelovima Europe, u činu maršala. Nakon Drugog svjetskog rata Tito je bio glavni arhitekt i državnik SFR Jugoslavije prvo kao premijer, od 1945. do 1953., a nakon toga, od 1953. pa sve do svoje smrti 1980. godine i njen doživotni predsjednik.
Unatoč tome što je bio jedan od osnivača Informbiroa, kao Jugoslavenski državnik ubrzo je postao prvi član Kominforma koji je počeo prkositi sovjetskoj hegemoniji i jedini koji je uspio napustiti Informbiro i otpočeti vlastiti socijalistički program. Bio je zagovornik nezavisnog puta u socijalizam ("nacionalni komunizam"). Godine 1951. je sproveo samoupravni sustav koji je razlikovao Jugoslaviju u odnosu na druge socijalističke države. S modelom tržišnog socijalizma donio je ekonomsku ekspanziju tijekom 1950.-ih i 1960.-ih godina. Kasnije je Titov režim ograničio daljnje reforme u gospodarstvu kako ne bi došlo do restauracije kapitalističkih odnosa, pa je i uspješnost jugoslavenske ekonomije opadala. Iako Tito 1974. godine provodi federalizaciju do tada unitarne Jugoslavije na šest republika i dvije autonomne pokrajne njegova unutarnja politika uključuje suzbijanje nacionalističkih osjećanja i promociju "Bratstva i jedinstva" šest naroda SFR Jugoslavije što je doprinijelo njenom raspadu.
Tito je tijekom cijele svoje vladavine gradio jak kult ličnosti kojeg je KPJ zagovarala i održavala na životu i nakon njegove smrti. Unatoč tome, niti dvanaest godina nakon Titove smrti, usporedo s padom komunizma u cijeloj istočnoj Europi, dolazi do raspada SFRJ, građanskog rata, etničkih sukoba, ali i rata za neovisnost dotadašnjih Jugoslavenskih republika.
U 35 godina njegove čvrste vlasti postigao je znatan međunarodni ugled kao državnik također i u međunarodnim odnosima u kojima je Jugoslavija doživljavana s uvažavanjem. Stekao je i dodatnu međunarodnu pažnju kao suosnivač Pokreta nesvrstanih.

## Rani život

#### Djetinjstvo i rana mladost (1892. – 1913.)
Josip Broz je rođen 7. svibnja 1892. godine u Kumrovcu u Hrvatskom zagorju. U raznim su se dokumentima pojavljivali razni nadnevci rođenja, pa se u jednom dokumentu iz doba kada je služio austrijsku vojsku navodi kao nadnevak rođenja 25. svibnja 1892. godine. Taj se nadnevak već za vrijeme rata počeo slaviti kao Titov rođendan, pa je i Hitler naredio desant na Drvar na taj dan 1944. godine. Poslije rata, nastavilo se na taj dan slaviti Titov rođendan i tzv. Dan mladosti.
Otac mu je bio težak Franjo Broz, a majka Marija, rođena Javeršek, bila je Slovenka. Preci Brozovih u Zagorju mogu se pratiti sve do prve polovice XVI. stoljeća. Josip je bio sedmi od petnaestoro djece. U Kumrovcu je završio četverogodišnju pučku školu (1901. – 1905.). U sljedeće dvije godine radi kao težak na imanju svojeg ujaka u Podsredi.
Dolazi u Sisak 1907. godine s namjerom da uči zanat konobara, ali ubrzo odlučuje postati mehaničar. U razdoblju od 1907. do 1910. godine uči bravarski zanat i pohađa šegrtsku školu. Tijekom 1910. godine, u Sisku se ilegalno osnivaju sindikati, a u rujnu Josip Broz završava zanat i postaje bravarski pomoćnik. Odlazi u Zagreb, gdje se na dva mjeseca zaposlio u bravarskoj radionici kod Haramine u Ilici. Upisuje se u Savez kovinarskih radnika, i time također postaje i član Socijaldemokratske stranke Hrvatske i Slavonije.
Tražeći posao, odlazi u Ljubljanu, Trst, pa ponovno u Zagreb, gdje je usavršio zanat kod poznatog majstora Augusta Knausa. U svibnju i lipnju 1911. godine sudjeluje u štrajku bravarskih radnika, koji je potrajao šest tjedana. Zatim se zapošljava u tvornici metalne robe u Kamniku u Sloveniji. Tu je, kao dobar gimnastičar, postao član "Sokola". Zatim radi u Čenkovu u Češkoj, pa u Plzeňu u tvornici Škoda, pa putuje Njemačkom i povremeno radi.
U listopadu 1912. godine dolazi u Beč, a zatim u Bečko Novo Mjesto, saznavši da mu tamo živi stariji brat Martin (r. 1884.). Zapošljava se u tvornici automobila "Daimler", u kojoj je radio i Martin, te postaje probni vozač automobila.

#### Vojska, rat, revolucija (1913. – 1920.)
Rujna 1913. godine, Broz stupa na odsluženje vojnog roka, prvo u Beču, a zatim na vlastitu molbu u 25. domobranskom puku u Zagrebu. Krajem 1913. godine upućen je u dočasničku školu i postao najmlađi vodnik u puku. Svibnja 1914. godine u Budimpešti je osvojio srebnu medalju na prvenstvu Austro-ugarske vojske u mačevanju. Bio je i dobar skijaš.
Nakon izbijanja rata protiv Srbije, borio se na srpskoj bojišnici od kolovoza do prosinca 1914. godine. Siječnja 1915. godine njegov je puk prebačen na Karpate, na bojište protiv Rusa. Zbog jedne akcije predložen je za odlikovanje, koje poslije nije mogao uzeti jer je bio u zarobljeništvu. Kada je Tito 1967. godine posjetio Beč, željeli su mu uručiti to odlikovanje, ali je on odbio.
Na sam Uskrs, 25. ožujka 1915. godine, biva teško ranjen kopljem jednog Čerkeza. Zarobljen je i punih 13 mjeseci leži u bolnici u Svijažsku, malom mjestu blizu Kazana. Dobio je i upalu pluća i jedva preživio. Uči ruski i čita mnoga djela ruskih klasika, naročito romane Tolstoja, Turgenjeva, Kuprina i drugih. Kad se oporavio, upućen je na rad kao mehaničar. Zatim je upućen na prisilni rad u uralski gradić Kungur, gdje ga zarobljenici biraju za zarobljeničkog zapovjednika logora.
U veljači 1917. godine radnici su provalili u tamnicu i oslobodili zatvorenike. Pridružuje se jednoj boljševičkoj skupini. Ubrzo opet biva uhićen, pa bježi. U Petrogradu 16. – 17. srpnja sudjeluje u velikim demonstracijama protiv Privremene vlade, koje su organizirali boljševici. Pokušava pobjeći u Poljsku, ali ga ulove i zatvore u Petropavlovsku tvrđavu.
Ponovo je protjeran u Kungur, ali bježi u Sibir. Pridružuje se Internacionalnoj crvenoj gardi u Omsku, gdje je bio više mjeseci, ali bez borbe. Vjenčao se s ruskinjom Pelagijom (Pelkom) Belousovom, od koje će se razvesti 1936. godine. Srpnja 1918. godine Omsk osvaja Češka legija. Međunarodna brigada je razbijena, a Broz je pobjegao u stepu i zaposlio se kao mehaničar u selu nedaleko Omska, gdje je ostao dulje od godinu dana. Ujesen 1919. godine komunisti su ponovno osvojili Omsk i okolicu. Broz početkom siječnja 1920. godine zajedno sa suprugom kreće na tegoban put do kuće, kamo konačno stiže u rujnu.

#### Radnik, ilegalac, sindikalac (1920. – 1928.)
Broz se zaposlio u Zagrebu kao mehaničar i odmah se upisao u KPJ. Na izborima u studenom 1920. godine komunisti su osvojili 59 mandata i postali treća stranka po snazi u Kraljevini SHS. Kraljev režim to nije htio tolerirati; proglašena je tzv. Obznana, kojom je KPJ stavljena van zakona.
U Zagrebu je već 31. prosinca 1920. godine organiziran opći štrajk, u čemu je i Broz sudjelovao. Međutim, njihov je otpor brzo slomljen. U kolovozu 1921. godine mandati svih komunističkih zastupnika bili su poništeni. Broz je odlučio nastaviti djelovati u ilegali. Početkom 1921. godine naseljava se u Velikom Trojstvu kod Bjelovara i radi kao strojar. Ožujka 1923. godine Broz i skupina drugova iz Velikog Trojstva uspostavljaju kontakt s komunističkom organizacijom u Bjelovaru. Početkom 1924. godine izabran je za člana Okružnog komiteta u Križevcima.
Sredinom 1925. godine Broz seli u Kraljevicu, gdje se zapošljava u brodogradilištu. Izabran je za sindikalnog povjerenika, čime se bavi sljedećih godinu dana. U ljeto 1926. godine Broz je na čelu štrajka u brodogradilištu, ali 2. listopada dobiva otkaz.
Odlazi u Beograd i zapošljava se u tvornici vagona u Smederevskoj Palanci. Izabran je za radničkog povjerenika, ali već u ožujku 1927. godine dobiva otkaz. Ubrzo nakon toga vraća se u Zagreb i odlukom Mjesnog komiteta KPJ postaje tajnik Oblasnog odbora Saveza metalaca za Hrvatsku - njegova prva partijska funkcija. Odsjedio je mjesec i pol u Ogulinu zbog komunističke agitacije.
Broz se vraća u Zagreb i preuzima svoju sindikalnu dužnost, te uz to i dužnost tajnika Saveza kožarskih i prerađivačkih radnika. U unutarpartijskim borbama nalazi sve više pristaša, prvenstveno među radnicima. Na konferenciji Mjesnog komiteta KPJ Zagreba 25. veljače 1928. godine izabran je novi komitet na čelu s Brozom kao generalnim sekretarom.

#### Ustanik, optuženik, robijaš (1928. – 1934.)
Nakon ubojstva Stjepana Radića i hrvatskih narodnih zastupnika u atentatu u Narodnoj skupštini, 20. lipnja 1928. godine, KPJ preko Nezavisnih sindikata, letkom koji potpisuje Josip Broz, poziva radništvo i građanstvo na masovne prosvjede a tim povodom i Pokrajinski komitet KPJ za Hrvatsku uputio je proglas seljaštvu na zajedničku akciju s radništvom. Broz je prisiljen prijeći u ilegalu, ali ostaje u Zagrebu i obavlja razne poslove za Partiju i sindikate. Biva uhićen 4. kolovoza 1928. godine ispred stana u kojem je pronađeno nekoliko bomba, po čemu je suđenje Brozu i drugovima, održano 6. – 14. studenoga 1928., dobilo naziv Bombaški proces.
Kaznu služi u kaznionicama u Lepoglavi i u Mariboru, a zatim odslužuje još 3,5 mjeseca ranije kazne u Ogulinu. Broz u kaznionici dobiva posao majstora u električnoj centrali i povremeno se kriomice sastajao s komunistima iz Zagreba. Za njegova pomoćnika u centrali postavljen je Moša Pijade, s kojim je organizirao partijsku ćeliju. Početkom 1931. godine, zbog straha od bijega, Broza su premjestili u kaznionicu u Mariboru. Nakon štrajka glađu, politički zatvorenici su izborili za sebe neke olakšice, tako da su organizirali partijski komitet i tjedne sastanke.
Za Brozova boravka u tamnici, jugoslavenski kralj Aleksandar I. Karađorđević 6. siječnja 1929. godine provodi državni udar i uvodi Šestosiječanjsku diktaturu. Pod udarima režima Partija je bila gotovo uništena. Osim toga, 1929. godine izbila je velika gospodarska kriza i bitno pogoršala uvjete života, što su iskoristili marksisti. U Europi općenito jačaju diktature.

#### Profesionalni revolucionar (1934. – 1941.)
U ožujku 1934. godine, Broz izlazi iz zatvora u kućni pritvor u Kumrovcu, ali ubrzo odlazi i počinje živjeti s lažnim dokumentima i promijenjenim izgledom - postaje "profesionalni revolucionar". U partijskom radu počinje koristiti ime Tito (kako kaže, to je često ime u Zagorju i nema neko posebno značenje). Kasnije, za rada u Kominterni, bit će poznat kao Walter.
Ubrzo po izlasku iz zatvora izabran je za člana Pokrajinskog komiteta KPJ za Hrvatsku. Partija, koja je akcijama režima 1928. – 1932. bila gotovo uništena, u to se vrijeme počela oporavljati. Centralni komitet KPJ od 1929. godine nalazio se u Beču, kamo Broz ide u srpnju 1934. godine, te je kooptiran za člana Politbiroa CK KPJ.
U Ljubljani je 25. prosinca 1934. godine održana IV. partijska konferencija za cijelu Kraljevinu Jugoslaviju. Iako je sudjelovalo samo 11 delegata, izabran je novi CK, a Broz je izabran za člana Politbiroa. U siječnju 1935. odlazi u Moskvu. Tamo postaje član Balkanskog sekretarijata Kominterne (BLS) i referent za Jugoslaviju, te upoznaje Edvarda Kardelja, koji će do kraja života biti njegov najbliži suradnik.
U srpnju i kolovozu 1935. godine u Moskvi je održan Sedmi kongres Kominterne, na kojem je Broz bio delegat. Krajem 1936. godine dolazi u Kraljevinu Jugoslaviju, gdje su se vršila masovna uhićenja komunista. Među rijetkima koji su ostali na slobodi bio je Milovan Đilas, isprva jedan od Brozovih najbližih suradnika, a zatim jedan od najpoznatijih komunističkih disidenata u svijetu. U Beogradu su tada na slobodi i Aleksandar Ranković i Ivo Lola Ribar, koji će se ubrzo zbližiti s Brozom.
Komunistička partija Hrvatske osnovana je u blizini Samobora 1. – 2. kolovoza 1937. godine. U razdoblju 1936. – 1940. Broz više puta putuje u Moskvu, Beč i Pariz. Josip Broz će u to doba sve više biti poznat pod imenom 'Tito, a u krugovima neposrednih suradnika, koji su 15 – 20 godina mlađi, zovu ga "Stari". Tijekom 1937. godine Broz nekoliko puta putuje između Kraljevine Jugoslavije i Pariza, gdje radi na prebacivanju dobrovoljaca u Španjolsku.
Godine 1937. generalni sekretar KPJ Milan Gorkić biva uhićen i ubrzo likvidiran. Broz preuzima odgovornost za KPJ, ali i protiv njega se 1938. godine vode dvije istrage. Uspijeva se opravdati i tek 5. siječnja 1939. godine Kominterna ga službeno imenuje generalnim tajnikom (sekretarom) KPJ. ( Vidi o tome opširniji članak Tito i staljinizam.)
Broz je po povratku u zemlju proveo još snažniju boljševizaciju KPJ, inzistirajući na ideološkoj monolitnosti i vojno-partijskoj stezi, uz obračun s "revizionistima" oko Miroslava Krleže. Također je smijenio vodstvo KPH jer je na izborima 1938. godine podržalo listu HSS-a i Vlatka Mačeka. Na V. zemaljskoj konferenciji KPJ u Zagrebu u listopadu 1940. godine sastavlja novo vodstvo KPJ i izlaže strategiju komunističkog djelovanja, temeljenu na oružanom ustanku kao načinu osvajanja vlasti i sovjetskom tipu federacije kao modelu organizacije države.

## Drugi svjetski rat
Nakon napada Njemačke na Kraljevinu Jugoslaviju osniva u Zagrebu 10. travnja 1941. godine Vojni komitet za pružanje otpora osovinskim silama. Na njegov je poticaj Politbiro KPJ 4. srpnja 1941. godine u Beogradu donio odluku o dizanju oružanoga ustanka (hrvatski su komunisti nešto prije, 22. lipnja, osnovali Sisački partizanski odred, što je nadnevak službenoga praznika antifašističke borbe u Republici Hrvatskoj). U Drugom svjetskom ratu Tito je nesporni vođa komunističkoga partizanskoga pokreta otpora i glavni organizator strategije i taktike partizanskoga tipa ratovanja, kao i političkih odluka koje će oblikovati buduću Jugoslaviju na razvalinama uništenih osovinskih saveznika i spriječiti obnovu monarhističke karađorđevićevske Jugoslavije. Detalji tijeka Drugoga svjetskoga rata na području Jugoslavije (s naglaskom na NDH), dani su na vanjskoj poveznici koja je sažetak rada hrvatskoga povjesnika Dušana Bilandžića. Ovdje je dovoljno napomenuti nekoliko najvažnijih stvari:
- ustanak protiv njemačkoga i talijanskoga okupatora izbio je svom silom 1941. godine na području Srbije i Crne Gore. U njemu su sudjelovali još nedovoljno razlučeni pristaše komunističkih partizana i srpskih rojalističkih četnika pod vodstvom pukovnika Draže Mihailovića. Taj je ustanak slomljen snažnom njemačko-talijanskom ofenzivom nakon koje su uslijedile teške represalije, kao i rat između partizana i četnika, skupina s nepomirljivim političkim ciljevima. Otada, sve do 1944. godine, Srbija i veći dio Crne Gore su ostali pod kontrolom četnika i pripadnika kvislinških režima (Nedić, Dimitrije Ljotić).
- borba se prenijela na područje NDH, gdje su se od 1942. do 1943. godine vodile presudne borbe koje su odredile budućnost Jugoslavije u sljedećim desetljećima. Glavni je obračun bio između partizana i Mihailovićevih četnika, dok su kvislinški režimi i vojne postrojbe – ustaše, nedićevci, ljotićevci, lokalni četnici poput Đurišićevih i Pećančevih, balisti, razne lokalne milicije – ionako bili osuđeni na poraz zajedno sa silama osovine. Poraz četnika u bitci na Neretvi (svibanj 1943.) ih je izbacio s povijesne pozornice kao moguće gospodare u budućoj Jugoslaviji.
- politički, najvažnije odluke su donesene 30. studenoga 1943. godine na zasjedanju AVNOJ-a u bosanskom gradiću Jajcu. Zaključena je zabrana povratka kralju Petru II. Karađorđeviću u Jugoslaviju, osnovana je privremene vlada, Tito proglašen za maršala i predsjednika nacionalnog komiteta oslobođenja Jugoslavije (NKOJ), te zacrtana budućnost Jugoslavije kao države sastavljene od federalnih republika.
- vještom politikom, Tito je uvukao dio predstavnika građanskih stranaka u svoj pokret (stvarajući time fasadu nadideološke naravi svoga esencijalno komunističko-totalitarnog pokreta); pridobio povjerenje Britanaca i Amerikanaca (kao i poštovanje Sovjetskoga Saveza), koji su uskratili pomoć četnicima i slomili otpor izbjegličke rojalističke vlade u Londonu, prisilivši ju na nevoljku suradnju (zapravo podčinjavanje) Titovom pokretu; te iscrtao granice budućih republika u kasnijoj Jugoslaviji - granice koje su postale međudržavnim granicama nakon raspada Jugoslavije u 90-im godinama 20. stoljeća.
- tijekom 2. svjetskoga rata Jugoslavija je imala velike gubitke, velikim dijelom kao posljedica međunacionalnih i ideoloških obračuna između "jugoslavenskih državljana". Budući se tim brojkama uvelike manipuliralo u cilju ostvarenja dnevnopolitičkih probitaka, a i širih strateških zamisli (u čemu je prednjačila srpska strana), smatramo kako je korisno navesti najprihvaćenije procjene o nacionalnoj pripadnosti poginulih (ubijenih, umrlih od gladi ili zaraznih bolesti u Jugoslaviji ili deportiranih u inozemstvo) koje je dao ing. Vladimir Žerjavić. Ti su podatci obrađeni u dvije knjige, od kojih je jedna, u engleskom prijevodu, dostupna kao vanjska poveznica. Ukratko: u bivšoj Jugoslaviji je poginulo oko milijun ljudi tijekom Drugog svjetskog rata – od toga oko 500.000 Srba, oko 200.000 Hrvata, oko 100.000 Muslimana ili Bošnjaka, a ostatak žrtava pripada Slovencima, Židovima, Romima, Makedoncima i drugima. Titovi su komunistički egzekutori u razdobljima neposredno prije i poslije svršetka rata poubijali oko 50.000 Hrvata, te oko 5.000 Srba i Crnogoraca i približno isti broj Slovenaca. Postoje i drugačije procjene, znatno više, no u nedostatku kritičke provjere, Žerjavićeve brojke, koje su identične brojkama srpskog emigrantskog demografa Kočovića, ostaju do sada neoborene.

Josip Mrzljak, varaždinski biskup, naveo je da je Tito na Kapucinskom trgu u Varaždinu 20. svibnja 1945., u pratnji Koste Nađa i Aleksandra Rankovića, rekao građanima : »U Varaždin nisam došao službeno govoriti o politici, već da obiđem jedinice JA koje u okolici obavljaju važne zadaće na konačnom obračunu s hrvatskim smradom.«

### Gospodar Nove Jugoslavije
Josip Broz Tito je iz rata izašao kao priznati državnik, vođa u antifašističkom ratu. Za Hrvatsku, zaslužan ne samo što su vraćeni dijelovi Dalmacije koje je Pavelić ustupio Italiji Rimskim ugovorima, nego i za to što su u sastav Hrvatske ušli bivši de iure talijanski dijelovi - Zadar, Lastovo, Palagruža, Istra, Rijeka i kvarnerski otoci (u čemu su veliku pomoć pružili i tamošnji katolički svećenici), te bivši de facto mađarski dijelovi - Međimurje i Baranja. Uz navedeno, Hrvatska gubi dijelove Bosne i Hercegovine te Srijem. Zaslužan za proširenje Slovenije. Po završetku rata zauzima ključne državne i političke položaje: predsjednik privremene vlade Demokratske Federativne Jugoslavije, vrhovni zapovjednik Jugoslavenske armije i ministar obrane, generalni sekretar KPJ.
Vladao je Jugoslavijom 35 godina balansirajući među protimbama koje je češće potiskivao, a katkad im dopuštao veći razmah, poglavito u razdobljima veće liberalizacije režima: komunistički centralizam i proklamirana nacionalna ravnopravnost, neovisnost Jugoslavije i uklopljenost u hladnoratovski poredak, jednopartijski totalitarizam i popuštanje stege zbog sve veće ekonomske ovisnosti Jugoslavije o zapadu, te postupnu liberalizaciju zbog rastuće populacije «gastarbajtera» ili radnika na «privremenom radu» u zemljama zapadne Europe.
U početnim godinama Titova se vladavina odlikovala doktrinarnom rigidnošću, radikalnošću (koja je ponekad nadmašivala i sovjetsku) i uklanjanjem ostataka građanskoga društva koje je smatrao zaprijekom ostvarenju potpune samovlasti. U tom sklopu treba gledati na sukob s Katoličkom crkvom, proces nadbiskupu Alojziju Stepincu, marginalizaciju građanskih političara poput Ivana Šubašića ili Milana Grola, te suđenje i likvidiranje vojno-političkoga protivnika, četničkoga zapovjednika Dragoljuba-Draže Mihajlovića. No, svojim je samosvjesnim nastupom i osobnim političkim projektima (potpora grčkim komunističkim partizanima, inicijativa o stvaranju "balkanske federacije" Jugoslavije i Bugarske, uz možebitni pristup Albanije i Grčke), te posebice inzistiranjem na državnoj samostalnosti Jugoslavije – koju Staljin bijaše nakanio, poput zemalja istočne Europe u kojima je instalirao komunističke poslušnike, pretvoriti u običnu sovjetsku guberniju – izazvao odijum i bijes kremaljskoga vlastodršca.
Početkom 1948. godine dolazi do objave «Rezolucije Informbiroa» (nasljednika u ratu raspuštene Kominterne) u kojoj je, rječnikom poznatim iz doba moskovskih procesa i masovnih čistki u 30-im godinama, Tito i njegovo najuže vodstvo proglašeno za bandu demonskih urotnika, špijuna i ideoloških heretika. U tim je trenutcima Tito pokazao zavidnu hrabrost (naročito ako se zna kako u trenutku raskida nije mogao računati na potporu zapada i Sjedinjenih Američkih Država) i odlučnost, ne dozvoljavajujući biti upleten u ideološke sporove i inzistirajući na državnoj samostalnosti kao načelu odnosa među suverenim zemljama. No, raskid je bio praćen masovnim progonima stvarnih i imaginarnih "informbiroovaca", kao i političkim obračunima koji su smjerali potisnuti samostalnost republika (primjer je umorstvo hrvatskoga komunističkoga političara Andrije Hebranga), poglavito u "morskom Sibiru", Golom otoku. Smatra se da je preko 40.000 stvarnih i navodnih staljinista te slučajnih žrtava podvrgnuto represalijama u razdoblju od 1948. godine do ranih 1950-ih.
Na planu unutarnje politike Tito 1950. godine započinje uvođenje radničkoga samoupravljanja kao pokušaj sprječavanja daljnje birokratizacije jednopartijskoga sustava.
Lipanj 1950. godine: govor u Narodnoj skupštini. Uvođenje radničkog samoupravljanja, uvedeno tržište roba, raspuštene seljačke radne zadruge. Decentralizacija, povećanje ovlasti republika, smanjenje represije, demokratizacija društvenog i političkog života.
Kasnije, u 1960-ima, uvodi niz gospodarskih i političkih reformi koje su za svrhu imale reduciranje nasilja državnoga aparata nad seljacima i inteligencijom, jačanje prava republika naspram državnoga centralizma, te uvedbu elemenata tržišnoga gospodarstva. U siječnju 1953. izabran je za predsjednika Republike. U tom je razdoblju Jugoslavija počela dobivati i vojnu i ekonomsku pomoć zapada, kao ohrabrjenje režimu nastaviti ulogu zaprjeke daljnjem širenju sovjetskoga utjecaja. Godine 1955., nakon Staljinove smrti i mlake sovjetske liberalizacije pod Hruščevom, Tito normalizira odnose sa SSSR-om.
Razvijanje dozvoljenih prostora slobode u zemlji odvijalo se u ciklusima stezanja i popuštanja. Prva reakcija na raskid sa SSSR-om bio je rast represije, s okrutnim režimom Golog otoka, ubojstvom Andrije Hebranga, prisilnom kolektivizacijom na selu.
Postepeno režim se ublažuje; priznaje se promašaj kolektivizacije i usvaja fleksibilnija politika prema selu. Dozvoljava se više osobnih sloboda. Ponovno stezanje označeno je uhićenjem Milovana Đilasa 1954. godine, pa onda opet proširenje smjenjivanjem Aleksandra Rankovića 1966. godine, pa stezanje obračunima s "liberalima", "tehnomenadžerima" i "nacionalistima" 1970. – 1972.

#### Nesvrstana vanjska politika
Najznačajniji preokret dogodio se u vanjskoj politici: potaknut putovanjima i vezama s vođama novooslobođenih zemalja poput Indije i Egipta, Tito postaje jednim od osnivača i najutjecajnim državnikom pokreta nesvrstanosti – skupom izvanblokovskih zemalja koje su politikom aktivne miroljubive koegzistencije djelovale (bar djelomice) kao čimbenik smanjenja napetosti između zemalja NATO-a i Varšavskoga ugovora. Ideju međunarodne politike nazvane aktivna miroljubiva koegzistencija razvijao je od 1954. godine.
Prva je konferencija šefova država i vlada nesvrstanih zemalja održana 1961. godine u Beogradu, a Broz je sudjelovao kao najvažniji oblikovatelj globalne politike pokreta nesvrstanosti (koji je uključivao velik broj država Azije, Afrike i Latinske Amerike) na svim kasnijim konferencijama. Politikom mira i međunarodne suradnje stekao je svjetski ugled i svrstao se među ključne ličnosti svjetske politike.
Trezven, realističan način razmatranja međunarodnih odnosa, zahvaljujući kojem je postao jedan od najuglednijih svjetskih državnika, vidljiv je u intervjuu koji je 1973. godine dao Dari Janeković, govoreći o tada (a dobrim djelom i danas) aktualnim svjetskim krizama i događanjima: rat u Vijetnamu i Kambodži, izraelsko-arapski sukob, pripremanje Konferencije o europskoj sigurnosti i suradnji, djelatnost nesvrstanih zemalja, rat Indije i Pakistana, uspon Kine itd.
Vodio je jugoslavensku državnu delegaciju na Konferenciji o europskoj sigurnosti i suradnji u Helsinkiju 1975. godine, te je sudjelovao na Konferenciji nesvrstanih u Havani 1979. godine, na kojoj mu je posebnom poveljom odano priznanje kao glavnom protagonistu pokreta nesvrstanih.

### Demokratizacija i reforma federacije
Daljnja demokratizacija jugoslavenskoga društva od sredine 1960-ih godina praćena je smjenom nekih od vodećih komunista stare, centralističko-sovjetske garde (npr. Aleksandra Rankovića na Brijunskom plenumu CK SKJ 1966. godine; primjer bar formalne demokratizacije je i promjena imena - iz "komunistička partija" u "savez komunista"). Nakon sovjetske okupacije Čehoslovačke 1968. Broz ubrzava ostvarivanje koncepcije općenarodne obrane koja ojačava obrambene funkcije republika i pokrajina. 1970. godine započinje temeljitu reformu federacije radi prenošenja saveznih ovlasti na republike, što se ostvaruje ustavnim amandmanima 1971. godine, a zatim i Ustavom 1974. godine.
Međutim, na vrhuncu sukoba zagovornika i protivnika demokratskih reformi, 1971. godine, na temelju procjene kako su reforme ugrozile ideološki i politički monopol Partije, no i pod pritiskom iz inozemstva (sovjetske demonstracije vojne sile na granicama prema Mađarskoj i Bugarskoj), staje na stranu partijskih konzervativaca i potiče slamanje nacionalno-reformskoga pokreta u Hrvatskoj («Hrvatsko proljeće»), nakon čega je pod policijskim i društvenim represalijama emigriralo više tisuća Hrvata. Nakon obračuna s Hrvatskom, uslijedila je smjena liberalnih političara u Srbiji, Sloveniji i Makedoniji - no, to nije poprimilo razmjere širokih represija kao u Hrvatskoj i među Hrvatima u Bosni i Hercegovini. Godine 1974. izabran je za doživotnog predsjednika Republike i doživotnog predsjednika SKJ.
Promjenama u ustroju Federacije nakon donošenja Ustava 1974. godine, te inicijativom za uvođenjem kolektivnih rukovodstava s ograničenjem mandata čelnih dužnosnika na jednu godinu, pokušavalo se uspostaviti ravnotežu među republikama i spriječiti borbu za vlast nakon Titove smrti.

## Starost
Početkom 1970-ih, u doba obračuna s Hrvatskim proljećem (1971.) i "liberalima" u Srbiji (1972.) Tito je još bio krepak i lucidan. U kasnijim godinama, po biološkoj nužnosti, sve manje kontrolira događaje. Na "dvoru" oko njega rasplamsava se bitka za nasljedstvo.
Dara Janeković, koja je s njim načinila tri značajna intervjua 1972., 1973. i 1976. godine, navodi kako je tijekom 1970-ih godina Tito imao sve manje utjecaja na zbivanja. Ljudi oko njega izolirali su ga, nije više dobivao pouzdane informacije niti je mogao učinkovito vladati. Navodi da je 1972. godine još bio optimističan, ali je nakon toga – u vrijeme kada je već imao preko 80 godina – postajao sve više rezigniran, pa joj je u proljeće 1977. godine rekao: »Ako je istina sve to što ti govoriš o stanju u našem društvu, u zemlji i u Savezu komunista, onda sam ja zabadava utrošio svoj život.« Rekao je da se boji da će najprije »nešto izbiti na Kosovu i u Hrvatskoj«.
Titov unuk Josip Joška Broz (rođ. 1947.) u TV intervjuu 2019. godine tvrdi da mu je Josip Broz rekao kako se protivio Ustavu SFRJ iz 1974. godine, ali da se nije htio opirati htijenjima svojih suradnika Edvarda Kardelja i Steve Krajačića, koji su taj ustav i osmislili.
Miroslav Krleža je 1979. godine izrazio tadašnje zebnje koje su mnogi osjećali: »Dok je Tito živ, strane vojske neće gaziti po našem tlu, a kasnije će sve to ovisiti o nama samima, o onima koji ostanu, ili koji preuzmu vlast.« (Janeković, str. 307.) »Kola su, izgleda, krenula nizbrdo. I to poodavno. Tito je star, ali ipak sve to još nekako drži na okupu snagom svoje ličnosti. A što će biti kada on zatvori oči? Kud koji, mili moji! Moguće je da se sve strasti ponovno razbuktaju na ovoj balkanskoj plemenskoj vjetrometini, i da opet izazovu uzajamne makljaže, jer u biti ništa se ovdje nije promijenilo u posljednjih dvije stotine godina. Strasti su samo zapretene porazom nacional-fašističkih snaga u Drugom svjetskom ratu.«
Sedamdesetih godina, uz Tita je stalno izvjesna "fizioterapeutkinja" D.G., vitka mlada plavuša u trapericama; zbog nje se, navodno, zavadio s Jovankom. Ona ga je pratila i na svim putovanjima po inozemstvu, pa su mlađi novinari pravili na njen račun svakojake šale.
1979. godine održana je konferencija nesvrstanih u Havani, u kojoj je Tito sudjelovao i odano mu je priznanje kao glavnom partagonistu pokreta nesvrstanih.
Pred doček nove 1980. godine, okupio je Tito oko sebe u rezidenciji u Karađorđevu pripadnike vojnog i političkog vrha Jugoslavije, iz službenih bilješki s tog sastanka vidljivo je da je bio vrlo dobro upućen u pitanja domaće i međunarodne politike, u kojima je sudjelovao na vrhunskoj razini. Tito je naprasno okončao sastanak nakon što je tadašnji predsjednik Saveznog izvršnog vijeća (Vlade SFRJ) Veselin Đuranović od njega zatražio suglasnost za daljnje zaduživanje zemlje kod Međunarodnog monetarnog fonda, svjedoči 2011. god. u novinskom intervjuu Branko Mamula, tadašnji načelnik Generalštaba JNA.
Josip Broz je bio za svoje već odmakle godine u relativno dobrom zdravlju, imajući u vidu njegovu vrlo odmaklu životnu dob: bolovao je od šećerne bolesti (o čemu javnost nije znala), a smetali su ga najviše reumatski bolovi u nogama, zbog kojih se kod hodanja koristio štapom. Pogoršanje općeg zdravstvenog stanja tijekom 1979. godine nije ga spriječilo da te godine posjeti Kuvajt, Irak, Siriju, Jordan, SSSR, Alžir, Libiju, Maltu, Kubu i Rumunjsku.
Kako je na dočeku Nove 1980. postalo očito da je Brozovo kretanje vrlo otežano, odlučeno je da se odmah počne s njegovim liječenjem, koje je organizirano u Kliničkom centru Ljubljana, kazuje Titov osobni liječnik dr. Predrag Lalević.

### Smrt
Kako za medije iznosi Titov liječnik dr. Predrag Lalević 2018. godine, Tito je odbio prijedlog da se zastoj u protoku krvi u njegovoj nogi tretira manjom kirurškom intervencijom, nego je inzistirao da se liječi medikamentima. Iz SAD i SSSR-a su poslani specijalisti sa zadatkom da pomognu jugoslavenskim liječnicima u Titovom liječenju: dr. Lalević se sjeća da se američki liječnik također zauzimao za razješavanje opstrukcije protoka krvi kroz nogu kirurškom intervencijom. Zbog neadekvatnog liječenja, na nogi se razvila gangrena, te mu je noga amputirana 20. siječnja 1980. godine. Nakon toga je nastupio kratkotrajni popravka općeg stanja, da bi se ono opet pogoršalo, te je Tito je u veljači 1980. pao u komu (za koju se u javnosti nije smjelo znati). Uz velike napore liječnika, održavan je na životu (stalno u komi) do početka svibnja.
Josip Broz Tito umro je 4. svibnja 1980. u 15:05, u Ljubljani, u dobi od 88 godina. U 18:00 Predsjedništvo SFRJ i CK SKJ održali su izvanrednu sjednicu u Beogradu i tom prilikom usvojili proglas povodom Titove smrti. Objava smrti je bila potresna za građane SFR Jugoslavije: čak je i TV spiker koji je u 18:50 sati objavio vijest o smrti zaplakao pred kamerama. Titov pogreb će postati jedan od najvećih okupljanja šefova država i vlada u svjetskoj povijesti.
Josip Broz Tito je pokopan u svojoj beogradskoj rezidenciji na Dedinju, koju je on sam bio namijenio za svoj mauzolej. Na grob u tzv. "Kući cvijeća" je postavljena 9 tona teška ploča od bijelog aranđelovačkog mramora, na kojoj su ispisani samo ime, te godine rođenja i smrti. Njegovu je sprovodu 8. svibnja 1980. godine u Beogradu nazočilo 209 delegacija iz 127 zemalja s najistaknutijim svjetskim državnicima.

## Ocjena Titove vladavine
Ocjena lika i djela Josipa Broza Tita predmet je različitih tumačenja i historiografskih ocjena, koje se kreću od izrazitog divljenja do oštre kritike. Njegova politička djelatnost trajala je više od pola stoljeća, tijekom kojih je značajno oblikovao povijest i društvene prilike naroda bivše Socijalističke Federativne Republike Jugoslavije (SFRJ).
Procjena Tita nije jednostavna zbog složenosti njegove uloge i raznolikosti njegovih političkih postupaka, ali i zbog brojnih mitova i kontroverzi koje su se tijekom i nakon njegove vladavine razvile. Ti su mitovi često rezultat političkih podjela, ideoloških sukoba te ratova koji su doveli do raspada Jugoslavije.
S obzirom na specifičan kontekst i regionalne perspektive, povijesna evaluacija Tita može varirati, što odražava i različite društvene, političke i kulturne utjecaje u zemljama koje su bile dijelom SFRJ. Njegova uloga ostaje predmetom brojnih istraživanja i interpretacija u okviru povijesne znanosti.

### Političke uloge i karakter vladavine kroz razdoblja SFRJ
Josip Broz Tito imao je tijekom svoje vladavine različite političke uloge: od tipičnog diktatora s apsolutnom vlašću i represijom neposredno nakon Drugog svjetskog rata, do autokratskog vladara koji je, unatoč formalnim decentralizacijama i kolektivnim organima, zadržao ključnu moć do kraja života. Povijesni izvori potvrđuju da su se elementi autoritarnosti i diktature mijenjali sukladno političkim, društvenim i međunarodnim okolnostima, no temeljne karakteristike njegove vladavine ostale su autoritarne.

##### 1945–1953: Tipični diktator
- Centralizacija i represija: Nakon Drugog svjetskog rata, Tito je vladao kao premijer i ministar obrane. U tom razdoblju uspostavljena je izrazito centralizirana vlast. Politička opozicija brutalno je suzbijana, a poznate su masovne represije protiv stvarnih i navodnih protivnika režima, uključujući logor Goli otok kao sredstvo prisilne izolacije i prisilnog rada za političke zatvorenike.[43]
- Jednopartijski sustav: Komunistička partija imala je potpunu kontrolu nad državom i društvom. Tito je bio nesporni vođa, a sve ključne odluke donosio je vrh partije.[44]
- Kult ličnosti: U ovom razdoblju razvija se snažan kult ličnosti oko Tita, a svaki oblik neslaganja s partijskom linijom bio je strogo kažnjavan.[45][46]

##### 1953–1974: Postupna liberalizacija i federalizacija
- Predsjednik i reforme: Od 1953. Tito postaje predsjednik, a kasnije i doživotni predsjednik. Tijekom 1960-ih i 1970-ih dolazi do postupne decentralizacije i uvođenja radničkog samoupravljanja, ali uz zadržavanje ključne moći u rukama Tita i partijskog vrha.[47]
- Pokušaji smanjenja centralizma: U ovom razdoblju provedene su ustavne reforme, osobito 1963. i 1974., koje su formalno jačale autonomiju republika i pokrajina, no Tito je i dalje imao posljednju riječ u ključnim pitanjima.[48]
- Odnosi sa SSSR-om: Nakon sukoba sa Staljinom 1948., Tito vodi samostalnu politiku, ističući nezavisnost SFRJ i postavši jedan od osnivača Pokreta nesvrstanih.[49]

##### Nakon 1974: Autokratski vladar s formalnim decentralizacijama
- Ustav iz 1974.: Novi ustav formalno uvodi kolektivno predsjedništvo i decentralizaciju, jačajući položaj republika i autonomnih pokrajina. Ipak, Tito zadržava izuzetnu moć kao doživotni predsjednik, uključujući pravo veta i značajan utjecaj na političke procese.
- Privid kolektivnog odlučivanja: Ustavne promjene stvaraju dojam veće pluralnosti i autonomije, ali vlast ostaje koncentrirana u Titovim rukama sve do njegove smrti. Tek nakon 1980. kolektivno predsjedništvo preuzima upravljanje državom, što je značilo smanjenje centralizirane moći.[50]
- Autokratski stil: Tito dopušta određene slobode u kulturi i znanosti, ali nije odustajao od monopola partije nad političkim životom.[51]

### Osoba
Pogleda li se pozornije životna putanja Josipa Broza, nekima se teško oteti dojmu kako se radi o vitalnoj, spretnoj i odlučnoj osobi, soja renesansnih kondotjera, koja je, prihvativši komunistički svjetonazor i posao profesionalnoga revolucionara, našla način da izbjegne monotoniji i skučenosti života namijenjenoga pripadnicima njegova društvenog staleža. Time ne mislimo dovesti u pitanje iskrenost Brozovoga ideološkoga creda. Samo, očito je da nije pripadao vrsti asketskih fanatiziranih ideologa ni kabinetskih dogmata. Snažna hedonistička crta u karakteru supostojala je s izdržljivošću i odlučnošću, djelujući humanizirajuće-posebno u poznijoj životnoj dobi.
Drugi ipak smatraju da se jednog dvadesetostoljetnog revolucionara ne može uspoređivati s profesionalnim vojnikom koji se bori za onoga, koji ga bolje plaća (što je značenje riječi kondotjer). Josip Broz ostao je vjeran ideji za koju se borio i onda, kada se to nije nikako plaćalo, pa i onda kada je zbog toga teško trpio.
Time ne mislimo dovesti u pitanje evidentnu crtu hedonizma, koja je u njemu postojala, i želje da se osobno uzdigne iznad skučenog načina života seljaka i radnika. O tim željama i sam svjedoči iznoseći uspomene iz rane mladosti (vidi gore, životopis) o čežnji za lijepim odijelima i provodom u bečkim kavanama. On međutim ne bira put osobnog snalaženja (kako to radi "najamnik"), nego prihvaća uvjerenje da jedino komunistička revolucija može poboljšati život svih ljudi njegove klase, i tom cilju posvećuje svoj život.
Ako se već želi Tita uspoređivati s osobama iz daleke prošlosti, logičnija bi bila usporedba s vođama seljačkih žakerija 14. – 16. stoljeća, među kojima je i Seljačka buna 1573. godine, kojoj je na čelu bio Matija Gubec. Sjećanje na tu bunu, kako smo gore napomenuli (Djetinjstvo i rana mladost (1892. – 1913.)), bilo je i nakon više od tri stoljeća živo u Brozovom zavičaju.

#### Tito kao vođa i netipični komunist
O snazi Brozove osobnosti, njegovim kvalitetama kao vođe i o snažnom utisku koji je ostavljao svjedoči zapis Fitzroya Macleana, britanskog brigadira koji je ujesen 1943. godine padobranom ubačen na područje pod kontrolom partizana, kao saveznički časnik za vezu kod Vrhovnog štaba NOVJ. Ovaj konzervativni političar, dobro je govorio ruski i pomalo hrvatski, boravio je kao diplomat prije rata u Moskvi i imao je iskustva s komunistima koje je tamo sretao.
»Pitao sam se kakav će utisak ostaviti na mene taj čovjek kad ga usporedim s komunistima koje sam susretao u Rusiji? Od članova Politbiroa pa sve dolje do žbira NKVD-a, što su me posvuda pratili, svi su imali zajedničku crtu: strah od odgovornosti, odbijanje da misle valstitom glavom, slijepo pokoravanje liniji Partije koju određuju više vlasti, strašnu atmosferu straha i sumnjičenja koja je prožela posve njihov život. Je li Tito takav tip komunista?«
Tito međutim nije ispunio njegova očekivanja. »Jedno mi je odmah palo u oči: spremnost Tita da svako pitanje ramotri sa svih strana i da odmah – ako je potrebno – donese o tome odluku. Činilo mi se da je posve siguran u sebe. Taj je čovjek starješina, a ne podređeni. Za mene je bilo nešto posve novo – u jednom komunistu otkriti toliku sigurnost i samostalnost.«
»Kad je trebalo donijeti neku odluku, on bi je donio. Bile te odluke vojničke ili političke, Tito ih je donosio hladnokrvno i sabrano pošto bi prije toga sasluđao argumente i za i protiv. (...) Često bi se događalo da se ne bismo složili, ali bi Tito uvijek bio spreman da svaki problem razmotri sa svih strana kad god bi se mogli pružiti dovoljno snažni argumenti.«
Maclean opisuje neočekivane i proturječne osobine složene Brozove ličnosti, koje drastično odudaraju od onog što je očekivao. Njegov opis može nam dobro objasniti utiske drugih, koji su upoznali samo jednu od strana njegove ličnosti i zato ga pretjerano hvalili ili pretjerano kudili, što je naravno bitno ovisilo i o političkim opredjeljenjima. Maclean se divio Titu kao vojnom vođi i savezniku, ali je kao konzervativac bio svjestan da su politički protivnici.  »I inače je Tito imao mnoge neočekivane karakteristike: neobičnu širinu pogledâ, uvijek živi smisao za šalu, neprikrivenu ljubav za sitne radosti što ih pruža život, prirođenu stidljivost u odnosima s ljudima koja bi se kasnije pretvorila u urođenu prijaznost, žestoki temperament koji bi izbijao u nenadanim izljevima srdžbe, obazrivost i plemenitost što bi stalno dolazilo do izražaja na mnogo načina, iznenađujuću spremnost da sve razmotri sa svih strana. Bile su to čovječanske osobine koje nikako nisu bile u skladu s uobičajenom predodžom što je čovjek ima o nekoj komunističkoj marioneti. One su omogućile da se među nama razviju bolji odnosi nego što sam mogao i sanjati. Međutim, nisam ni časa smetnuo s uma činjenicu da imam posla s čovjekom čiji su ciljevi, osim neposredno vojničkih, po svoj prilici dijametralno oprečni ciljevima za kojima ja težim.«

#### Odnos prema SSSR-u i staljinizmu
Vidi članak Tito i staljinizam

### Vojni značaj partizana
Vidi: Narodnooslobodilačka vojska i partizanski odredi Jugoslavije
Vidi: Partizanski zločini u Drugom svjetskom ratu
Titova uloga u 2. svjetskom ratu često je protuslovno ocjenjivana. S vremenske distance se može reći da je bio jedan od istaknutih vođa protuhitlerovske koalicije, no da je vojna uloga njegovih partizana za potrebe komunističke propagande - u situaciji kada komunistički režim nije svoj legitimitet potvrđivao na slobodnim izborima, on je svoju vladavinu opravdavao zaslugama u borbi protif fašizma - daleko prenaglašavana. Govorilo se da Titova vojska «veže» preko 20 njemačkih divizija, dok je u stvarnosti veći dio rata na području cijele Jugoslavije bilo stacionirano najčešće 4 – 5 divizija (uz preko 300.000 talijanskih vojnika i časnika, do 1943. godine); koliko bi ih tu zacijelo bilo i samo radi preveniranja mogućeg britansko-američkog iskrcavanja. Također, njegova je vojska stalno bila u defenzivi ili održavala kontrolu na ruralnim područjima (uz konstantni teror protiv civila sklonih "neprijatelju"), i najvažnije vojne operacije su se svodile na bijeg partizana ili probijanje njemačkih, talijanskih, ustaških ili četničkih obruča. 
Situacija je bila takva sve do 1944. godine, kada su partizani - uz potporu američkih i britanskih mornaričkih, zrakoplovnih i drugih vojnih snaga stacioniranih tada u Južnoj Italiji - odnijeli prevagu u dijelovima južne Hrvatske i prodrli u Srbiju u kojoj su uz pomoć Sovjetske vojske (njima se davalo za vrijeme SFRJ nekakva načelna zasluga, bez ikakvog govora o detaljima aktivnosti sovjetskih snaga) i bugarskih vojnih snaga (za vrijeme SFRJ se preko 300 tisuća bugarskih vojnika baš nikad nije spominjalo kao oslobodioce Makedonije, Srbije, sjevernih dijelova Hrvatske i Slovenije) te zauzeli Beograd. U sjevernoj Hrvatskoj je za veće vojne operacije bila nužna vatrena moć sovjetskih divizija. Ofenziva kroz Slavoniju prema Zagrebu vodila se bez sudjelovanja sovjetskih divizija, ali uz znatno sudjelovanje bugarskih trupa. No, ako se i uzme u obzir da je vojno značenje Titove vojske u 2. svjetskom ratu predimenzionirano, to ne umanjuje povijesni značaj njegova pokreta: već samom borbom, postojanjem i žrtvama, partizani su se nametnuli kao budući gospodari Jugoslavije – u najmanju ruku čimbenik koji ni zapad ni SSSR nisu mogli zaobići. Zahvaljujući Titovoj državničkoj umješnosti sovjetska vojska je uglavnom «zaobišla» veći dio Jugoslavije (osim Beograda, Baranje i sjevernih dijelova Srbije) i prepustila mu vlast u cijeloj zemlji. Ukratko njegovo se državničko umijeće u velikoj mjero sastojalo od maksimalnog političkog kapitaliziranja ponešto preuveličanih zasluga pokreta otpora kojem je čelnikovao.

### Bleiburg i drugi pokolji 1945.
Vidi: Jugokomunistički zločini nakon završetka Drugog svjetskog rata
Vidi: Križni put (1945.)
Sam je konac rata doveo do najvećega zlodjela u Brozovoj karijeri: pokolji nad domobranima, ustašama, slovenskim bjelogardijcima, crnogorskim i srpskim četnicima i ljotićevcima, te mnoštvom civila koji su pratili «svoju vojsku» (ponajviše vojsku NDH), te etničko čišćenjje  (uz mnogo pobijenih, te velikim brojem pomrlih zbog nehumanih uvjeta u logorima) Folkdsojčera svrstali su Tita, bez imalo sumnje, u kategoriju ratnih zločinaca - po svim kriterijima koje vrijede u međunarodnom pravu. Dok se pojedinačni ratni zločini u vrtlogu rata još kako-tako mogu razumjeti (iako ne i opravdati), jer je retorzija i osvetničkih pohoda bilo na svim stranama, a rat takvoga profila se možda ne može voditi posve po Ženevskim konvencijama (koje su ipak poštovane u određenoj mjeri) - masovno ubojstvo više stotina tisuća razoružanih vojnika i civila, pripadnika njihovih obitelji, često uz sadističko iživljavanje i psihopatska divljanja partizanskih egzekutora, pripada u najmračnija poglavlja europske povijesti i stavlja Josipa Broza u red masovnih zločinaca. 
Moderna historiografija je odbacila špekulacije da J. B. Tito možda nije znao za zlodjela koje su u tom razdoblju diljem Jugoslavije poduzimale vojne i policijske snage pod njegovim zapovijedanjem.
Makar je bilo doista drastičnih slučajeva svireposti (v. npr. slučaj masovnog partizanskog zločina u Gračanima), Broz nikad u životu (koliko je poznato) nije pokazao ni znaka kajanja za zločine koje je naredio.
Dok je Tito bio živ, i zapravo do kraja komunističke Jugoslavije nije se uopće smjelo spominjati da bi partizani i komunisti ikad počinili bilo kakav zločin, a nije se smjelo istraživati ni o broju, mjestu i načinu pogibije zarobljenih "neprijatelja". Vlasti su 1964. god. provele poimenični popis svih žrtava "na našoj strani", ali je i on stavljen pod potpuni embargo i nije bio izložen znanstvenoj evaluaciji prije prestanka SFRJ. Bruno Bušić se odvažio analizirati podatke s tog popisa, te je uz pomoć tada dostupnih daljnjih službenih demografskih podataka početkom 1970.-ih godina ukazao da je na području SR Hrvatske na "antifašističkoj" strani u Drugom svjetskom ratu i bliskom poraću smrtno stradalo ukupno 185 tisuća osoba, a na "neprijateljskoj" (u principu: djelovanjem Brozovih snaga protiv vojnika u borbi, ratnih zarobljenika i civila) 219 tisuća; a da je na području BiH uz 171.000 "antifašističkih" bilo 236 tisuća "neprijateljskih" žrtava među vojnicima i civilima. Bruno Bušić je svoje pisanje o toj temi (objaviti tekstove je mogao jedino u emigraciji) platio životom, od ruke agenata UDBE.

### Etničko čišćenje Folksdojčera
Josip Broz Tito je imao glavnu riječ u donošenju odluke i praktičnoj provedbi etničkog čišćenja približno pola milijuna pripadnika njemačke nacionalne manjine u Jugoslaviji 1945. i 1946. godine, tzv. Folksdojčera.
Na sjednici Narodnog komiteta oslobođenja Jugoslavije (efektivno: vlade, kojoj je J. B. Tito bio na čelu) održanoj 30. listopada 1944., Josip Broz Tito je izložio: “Uspostavu vojne vlasti u Vojvodini diktirali su specijalni problemi u Vojvodini, - isterivanje Nemaca ... Pitanje iseljavanja Nemaca mi moramo rešiti, jer je to večita opasnost za našu zemlju. To pitanje ćemo postepeno rešavati. Zasada će se sve sposobno od 16 do 60 godina svrštavati u radne bataljone i upotrebljavati na razne radove. Kolonizaciji našeg stanovništva u Vojvodini namesto isteranih Nemaca treba odmah pristupiti. Tj. na nemačka imanja odmah naseljavati Srbe, Crnogorce, Ličane i td, i to siromašne i poštene porodice.“
Odlukom AVNOJ-a od 21. studenog 1944. godine  - pod očitim utjecajem dotadašnjih odluka Josipa Broza Tita - proglašeni su svi etnički Nijemci na području Jugoslavije (primjenjivalo se to i na Austrijance) neprijateljima, osim onih koji su surađivali s NOVJ. Odlučeno je da se svima njima bez naknade oduzme svu imovinu. Zemaljska komisija za repatrijaciju Nijemaca pri Ministarstvu unutarnjih poslova FD Hrvatske, Zagreb, izvijestila je 7. srpnja 1945. oblasne i okružne Narodne odbore koga se treba smatrati Nijemcem, internirati u logor i protjerati: “[...] u obzir za iseljavanje dolaze svi Nijemci i Njemice po sljedećem kriteriju: 1) Kome je materinski jezik njemački (potječe iz braka Nijemca ili Njemice).- 2) Tko potiče iz braka u kome je otac Nijemac.- Od ovoga se izuzimaju: 1) Tko je aktivno pomagao narodno-oslobodilačku borbu (ostaje zajedno sa svojom užom porodicom – djeca, otac i majka).- [...] 2. Njemice udane za Jugoslavene s djecom.- 3. Djeca do uključivo 16 godina iz braka Jugoslavenke s Nijemcem, ako se takova Jugoslavenka odluči da ostane u zemlji i napusti muža Nijemca. Ženi Jugoslavenki udatoj za Nijemca ostaje slobodno da bira dali će poći s mužem ili će ostati u zemlji s djecom do 16 godina. U koliko se radi o ženskom bračnom partneru nejugoslavenske narodnosti takva je žena dužna da slijedi muža Nijemca.” U čl. 30. Zakona o konfiskaciji imovine i izvršenju konfiskacije ("Službeni list Demokratske federativne Jugoslavije" br. 40/45 i 70/45) bilo je propisano da se u cijelosti ima nastaviti s konfiskacijom "imovine lica njemačke narodnosti".
Područja Bačke, Banata, Srijema i Slavonije na kojima se nalazio pretežni dio pripadnika njemačke nacionalne manjine, zauzele su snage Jugoslavenske armije postupno od listopada 1944. do travnja 1945. godine. Od približno 200.000 Nijemaca civila koji se nisu povukli prije dolaska JA, bilo je do početka 1948. godine u logore internirano njih oko 170.000.  Smatra se da je oko 60.000 Foldsdojčera pomrlo u tim logorima, zbog nehumanih uvjeta u njima.

### Hrvat, Jugoslaven, anacionalan?
Titovi obožavatelji ga često prikazuju kao nadnacionalnoga «Jugoslavena» (dok ga protivnici, najčešće velikosrpske provenijencije, drže za srbofobnog hrvatskoga nacionalista).
Neki smatraju da obje teze nemaju temelja u stvarnosti. Iz osobnih svjedočanstava, te iz vjerodostojnih životopisnih istraživanja, može se zaključivati je da je Tito bio anacionalni profesionalni revolucionar čija je «domovina», sve do 2. svj. rata, bio Sovjetski savez. Ni za Hrvatsku ni Jugoslaviju nije pokazivao neku emocionalnu vezanost (osim kao svoj feud u kojem nije dozvoljavao miješanje stranaca) – tomu u prilog govore razne kombinacije s balkanskim federacijama, u kojima bi se Jugoslavija i Hrvatska utopile u «balkanski Sovjetski savez». U Brozovu slučaju radilo se o revolucionaru – vođi koji je prvo gledao na probitak svjetskoga komunizma, no sam život ga je doveo do toga da zemlju kojoj je stajao na čelu modernizira i uključi u svjetske tokove, naglašavajući mirotvorstvo i međunarodnu suradnju - što je bio i put njegove osobne afirmacije, kao i realističan pristup u situaciji kad je komunistički radikalizam mogao dovesti jedino do nuklearne apokalipse. Sve u svemu, ni izumirući jugoslavenski unitaristi ni ljevičarski radikali nemaju u njegovoj pragmatičnoj poslijeratnoj politici uporišta za svoje težnje.
Drugi međutim argumentiraju da ocjena kako je Josip Broz jedino Sovjetski savez doživljavao kao svoju domovinu nikako nije točna. On je bio složena ličnost i njegova se opredjeljenja i motivi i u ovom pitanju, kao i u drugim, nikako ne mogu svesti na jednu dimenziju. Fitzroy Maclean, kojeg smo gore citirali (odlomak Tito kao vođa i netipični komunist), opisujući svoje prve dojmove o Titu, zapisao je također:
»Uskoro sam opazio da je na njega uvijek djelovao jedan način prilaženja: moja tvrdnja iznesena u psihološki prikladnom času da ovaj ili onaj postupak ne dolikuje časnoj i civiliziranoj naciji kao što je njegova. Diskretnom upotrebom tog argumenta pošlo mi je više puta za rukom da ga odvratim od nekog postupka koji bi mogao pogubno djelovati na naše odnose. S druge pak strane on bi isto tako žestoko reagirao na sve što bi se – pa makar samo u najbujnijoj mašti – moglo smatrati kao uvreda nacionalnog dostojanstva Jugoslavije. Taj nacionalni ponos bio je u mojim očima neočekivana karakteristika toga čovjeka za kojeg se činilo da će kao komunist biti prije svega vjeran Sovjetskom Savezu.«
Maclean naravno spominje jugoslavenski nacionalni ponos. On je kod Josipa Broza prevladavao, ali ne može se reći da je potpuno odbacio svoje hrvatstvo. Nije bio ni prvi ni posljednji koji je vjerovao da se može biti Hrvat i Jugoslaven istodobno, kao što recimo danas većina smatra da se može istodobno biti Hrvat i Europljanin.
Po pitanju nacionalnog određenja je najbolje uzeti Titovo osobno izjašnjavanje na partijskim i narodnim skupovima: "...ja sam Hrvat, ali što bih sada to isticao". Druga odrednica je razvidna iz njegova govora: govorio je ublaženom inačicom srpskog jezika i potpisivao se ćirilicom.

### Što je ostalo od "Titovog djela"?
Pitanje koje se nameće na koncu je jednostavno: što je ostalo od «Titovog djela»? Gleda li se iz kuta jugoslavenskih unitarista – sve je propalo, jer je Jugoslavija definitivno (unatoč nezgrapnim zapadnobalkanskim makinacijama EU i SAD) definitivno zbrisana iz povijesti. No, povijesni utjecaj Josipa Broza Tita ne može se ocjenjivati samo kroz propast njegova dva glavna politička projekta – Jugoslavije i pokreta nesvrstanosti. Činjenica je da je Tito pridonio (u okvirima komunističkih načela) modernizaciji i stabilizaciji društava i nacija koje su se našle u jugoslavenskoj zajednicu. Iako su procjena takvoga tipa uvijek sporno, dosta je jasno da su svi narodi koji su tvorili Jugoslaviju nešto dobili i nešto izgubili. Vjerojatno su najveći «dobitnici» najnerazvijeniji i najrazvijeniji narodi – Muslimani, Makedonci, Albanci i Slovenci. Prvim trima je omogućena zakašnjela nacionalna emancipacija i općecivilizacijski napredak. Crnogorci su prosperirali kroz centralističko uređenje, a omogućena je nacionalna reemancipacija i općecivilizacijski napredak nakon što su već bili postali rubnom srpskom pokrajinom. Srbi su prosperirali kroz centralističko uređenje, no dugoročno su bitno oslabljene i skresane velikosrpske pretenzije, poglavito na Kosovu i Makedoniji. Hrvati su teritorijalno zaokružili svoju državu, priključili svoje dotad odvojene zajednice (Istra i dr.) u matičnu državu, dobili čvrste granice prema tisućljetnim aspiratorima, no marginalizirani su u BiH te Srbiji i Crnoj Gori. Slovenci su zahvaljujući Titovom uspjehu u II. svjetskom ratu uspjeli ostvariti vlast nad velikim dijelom svojeg nacionalnog područja (Goriška i Primorska pokrajina) koje se nakon I. svjetskog rata našao u sastavu Italije. Sveukupno su svi narodi bili dijelom regionalne sile, na koju nijedna susjedna država nije mogla vršiti pritisak, tako da su nakon tisućgodišnjeg defetizma svi narodi u Titovoj državi mogli "dignuti ponosno glavu" i "sigurnim korakom kročiti naprijed". Ako bi se prognoziralo koje su trajnije posljedice Titove vladavine, među najvažnijima se nameću društvena i nacionalna emancipacija i modernizacija većine naroda koje su tvorile SFRJ (a koju su silom suprotnih interesa razbile poglavito albanske i srpske, te potom hrvatske i srpske nacionalne aspiracije). No, to se ne može upisati Titu u grijeh – najveći krivci su očito svjetske i europske sile koje su dozvolile i često manipulirale ratovima od 1991. do 1995., a i 1999.), kao i iscrtavanje trajnih granica među postjugoslavenskim državama. Promašaj Titove politike se dobro vidi i u pristupu nacionalnom pitanju: iako je stalno bilo raspravljano i iako su učinjeni mnogi pomaci u rješavanju starih animoziteta – prevladavalo je «guranje pod tepih» ključnih sporova, što se vratilo kao bumerang u ratovima 1990-ih.
Najveći neuspjeh nastao nakon Brozova silaska sa scene, za kojim se može iskreno požaliti, gubitak je njegovog zalaganja za slobodu malih naroda. Iako je SFRJ bila višenacionalna državi s forsiranim «Jugoslavenima», ipak je Brozovo inzistiranje na suverenosti i ravnopravnosti svake, ma kako mala bila, zemlje značajno afirmirao kolektivni ponos i dostojanstvo povijesno često obespravljenih i marginaliziranih naroda. Koliko će pozitivne posljedice Titove vladavine potrajati – ne ovisi više toliko o narodima bivše SFRJ, koliko o političkim i društvenim procesima koji će oblikovati europski kontinent, a koji ostaju dijelom nespoznatljivima kao i svi povijesni tijekovi koji su oblikovali prošlost u zadnjim stoljećima. 
Unatoč padu značaja pokreta nesvrstanih, Titov ugled je ostao visokim i dandanas visok u nesvrstanim zemljama, gdje i čak i među najizoliranijim zajednicama znaju za njega, iz razloga što su ti nesvrstani narodi u vrijeme suradnje s Titovom Jugoslavijom i donekle zahvaljujući toj suradnju ostvarili veliki civilizacijski napredak.

## Vanjske poveznice
- Glavna Stranica Josipa Broza Tita na Internetu
- Drugi svjetski rat u Jugoslaviji
- Manipulacije brojem žrtava u Jugoslaviji (na engleskom)  Arhivirana inačica izvorne stranice od 27. veljače 2021. (Wayback Machine)
- Bogdan Radica: Ocaso de Tito (na španjolskom)  Arhivirana inačica izvorne stranice od 21. veljače 2005. (Wayback Machine)